# 신증동국여지승람
《동국여지승람》(東國輿地勝覽)은 조선 성종 때의 지리지이다.
성종 때 명(明)의 《대명일통지(大明一統志)》(1462년)가 수입되자 왕이 노사신·양성지·강희맹 등에 그것을 참고하여 세종 때의 《신찬팔도지리지》를 대본으로 지리서를 편찬케 하였다. 그 사람들은 성종 12년(1481년)에 50권을 완성하였고 성종 17년(1486년)에 증산(增刪)·수정하여 35권을 다시 완성해 간행하였다. 그 후 연산군 5년에 개수(改修)를 거쳐 중종(中宗) 25년(1530년)에 이행(李荇) 등의 증보판이 나오니 이것을 《신증동국여지승람(新增東國輿地勝覽)》이라고 한다. 전 55권 55책.

## 개요

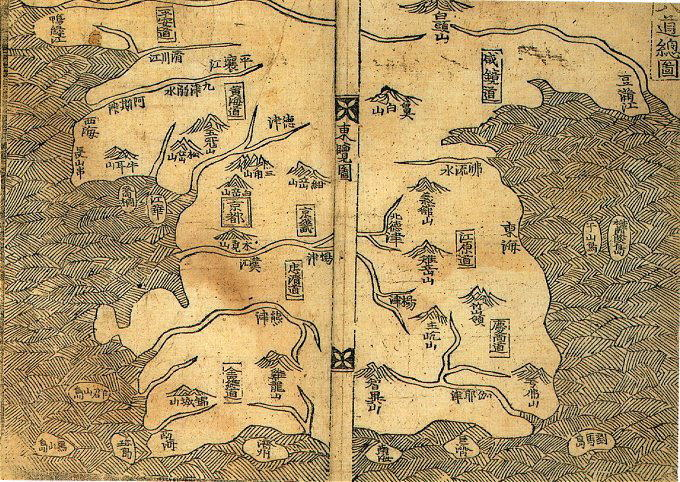
《신증동국여지승람》팔도총도

조선조 전기에 중앙집권화가 강화되면서 조정은 각지의 정보를 반드시 제대로 파악해야 해서 각지의 연혁·토지·호구·성씨·인물·물산·문화유적 정보를 총람할 지리지 편찬 사업이 활발히 진행되었다. 세종 시대에 이르러 본격화한 지리지 편찬은 《세종실록》지리지 부분에서 그 일면을 엿볼 수 있는데 세종조에 편찬된 지리지로서는 유일하게 「경상도지리지」만이 규장각에 소장되어 전하고 세조 때에 양성지가 주도하여 시작한 《팔도지리지》편찬이 성종 9년(1478년)에 완료되었으나 이것은「경상도속찬지리지」만이 규장각에 소장되어 전한다.
《동국여지승람》은 이 《팔도지리지》를 토대로 서거정의 《동문선》에 수록된 시문을 합한 형태로 편찬됐다. 처음에는 훈구 세력들이 중심이 되었다가 후에 김종직·최부를 위시해 사림 세력도 편찬에 합류한 점에서 《동국여지승람》은 훈구파와 사림파가 협력해 간행한 지리지라는 의의가 있다. 중종이 즉위하고서 이 《동국여지승람》의 내용을 보완하고 수정하라고 명령하자 이행, 윤은보, 홍언필이 중심이 되어 중종 25년(1530년)에 '새로 증보했다'는 뜻의 '신증(新增)'을 붙여 《신증동국여지승람》을 완성하게 되었다.
전 55권 25책으로 각 도의 지리를 수록하였는데 첫머리에 이행이 쓴 진전문(進箋文)과 서거정 등의 서문, 김종직 등의 발문과 더불어 구본《동국여지승람》의 서문을 실었다. 이어 팔도총도(八道總圖)라는 제목을 붙인 조선 전도와 함께 전국을 경도·한성부(현재의 서울)·개성부(현재의 개성특별시, 개풍군)·경기도·충청도·경상도·전라도·황해도·강원도·함경도·평안도로 나누고 각 부와 도에 속한 지역 329개의 연혁과 관원·군명·성씨·풍속·형승·산천·토산·성곽·관방·봉수·누정·학교·역원·불우(佛宇)·묘사(廟社)·능침(陵寢)·고적·명환·인물의 사적(事蹟)과 시인(詩人)의 제영(題詠) 등을 실었다. 각 도 첫머리에는 도별로 지도를 넣었는데 대량으로 보급하려고 목판을 이용해 인쇄됐다. 지도는 모두 동서의 폭이 넓고 남북의 길이가 짧은 것이 특징이며, 북부 지역이 남부 지역보다 매우 작게 그려져 있어 변경 인식이 남부 지역 인식보다 낮았다는 사정을 보여준다. 《세종실록》지리지와 같은 기왕의 지리지와 크게 다른 점은 토지, 호구, 군사의 항목이 없는 대신 인물이나 제영의 비중을 늘렸다는 것인데 이것은 성리학 이념이 조선 사회에 점차 유포되면서 이에 충실했던 충신·효자·열녀의 행적을 전파하고 관리나 학자들이 쓴 시문을 알려 문화국으로서의 면모를 강조하려는 속셈이라고 혹자는 해석하기도 한다. 특히 《신증동국여지승람》편찬에 학문과 문화를 중시하는 사림들이 개입하면서 이 점은 더 강조되었다.

## 구성
- 제1권 경도
- 제2권 경도
- 제3권 한성부
- 제4권 개성부
- 제5권 개성부
- 제6권 경기 - 광주목
- 제7권 경기 - 여주목
- 제8권 경기 - 이천도호부 양근군 지평현 음죽현 양지현 죽산현 과천현
- 제9권 경기 - 수원도호부 부평도호부 남양도호부 인천도호부 안산군
- 제10권 경기 - 안성군 진위현 양천현 용인현 김포현 금천현 양성현 통진현
- 제11권 경기 - 양주목 파주목 고양군 영평현 포천현 적성현 교하현 가평현
- 제12권 경기 - 장단도호부 강화도호부
- 제13권 경기 - 풍덕군 삭녕군 마전군 연천현 교동현
- 제14권 충청도 - 충주목 청풍군 단양군 괴산군 연풍현 음성현 영춘현 제천현
- 제15권 충청도 - 청주목 천안군 옥천군 문의현
- 제16권 충청도 - 직산현 목천현 회인현 청안현 진천현 보은현 영동현 황간현 청산현
- 제17권 충청도 - 공주목 임천군 한산군
- 제18권 충청도 - 전의현 정산현 은진현 회덕현 진잠현 연산현 이산현 부여현 석성현 연기현
- 제19권 충청도 - 홍주목 서천군 서산군 태안군 면천군 온양군 평택현 홍산현 덕산현 청양현
- 제20권 충청도 - 대흥현 비인현 남포현 결성현 보령현 아산현 신창현 예산현 해미현 당진현
- 제21권 경상도 - 경주부
- 제22권 경상도 - 울산군 양산군 영천군 흥해군
- 제23권 경상도 - 동래현 청하현 영일현 장기현 기장현 언양현
- 제24권 경상도 - 안동대도호부 영해도호부 청송도호부 예천군
- 제25권 경상도 - 영천군 풍기군 의성현 영덕현 봉화현 진보현 군위현 비안현 예안현 용궁현
- 제26권 경상도 - 대구도호부 밀양도호부 청도군
- 제27권 경상도 - 경산현 하양현 인동현 현풍현 의흥현 신녕현 영산현 창녕현
- 제28권 경상도 - 상주목 성주목
- 제29권 경상도 - 선산도호부 금산군 개령현 지례현 고령현 문경현 함창현
- 제30권 경상도 - 진주목 합천군 초계군
- 제31권 경상도 - 함양군 곤양군 남해현 거창군 사천현 삼가현 의령현 하동현 산음현 안음현 단성현
- 제32권 경상도 - 김해도호부 창원도호부 함안군 거제현 고성현 칠원현 진해현 웅천현
- 제33권 전라도 - 전주부 익산군 김제군 고부군 금산군 진산군
- 제34권 전라도 - 여산군 만경현 임피현 금구현 정읍현 흥덕현 부안현 옥구현 용안현 함열현 고산현 태인현
- 제35권 전라도 - 나주목 광산현 영암군
- 제36권 전라도 - 영광군 함평현 고창현 장성현 진원현 무장현 남평현 무안현
- 제37권 전라도 - 장흥도호부 진도군 강진현 해남현
- 제38권 전라도 - 제주목 정의현 대정현
- 제39권 전라도 - 남원도호부 담양도호부 순창군 용담현 창평현 임실현 무주현 곡성현 진안현 옥과현 운봉현 장수현
- 제40권 전라도 - 순천도호부 낙안군 보성군 능성현 광양현 구례현 흥양현 동복현 화순현
- 제41권 황해도 - 황주목 평산도호부 서흥도호부 봉산군
- 제42권 황해도 - 안악군 재령군 수안군 곡산군 신천군 신계현 우봉현 문화현 토산현 장련현
- 제43권 황해도 - 해주목 연안도호부 풍천도호부 배천군 옹진현 송화현 은율현 강음현 강령현 장연현
- 제44권 강원도 - 강릉대도호부 삼척도호부 양양도호부
- 제45권 강원도 - 평해군 간성군 고성군 통천군 울진현 흡곡현
- 제46권 강원도 - 원주목 춘천도호부 정선군 영월군 평창군 인제현 횡성현 홍천현
- 제47권 강원도 - 회양도호부 철원도호부 금성현 양구현 낭천현 이천현 평강현 금화현 안협현
- 제48권 함경도 - 함흥부 영흥대도호부 정평도호부 고원군
- 제49권 함경도 - 안변도호부 덕원도호부 문천군 북청도호부 단천군 이성현 홍원현 갑산도호부 삼수군
- 제50권 함경도 - 경성도호부 길성현 명천현 경원도호부 회령도호부 종성도호부 온성도호부 경흥도호부 부령도호부
- 제51권 평안도 - 평양부
- 제52권 평안도 - 중화군 용강현 삼화현 함종현 증산현 순안현 강서현 안주목 정주목 숙천도호부 가산군 영유현
- 제53권 평안도 - 의주목 철산군 용천군 창성도호부 삭주도호부 귀성도호부 선천군 곽산군
- 제54권 평안도 - 영변대도호부 운산군 희천군 박천군 태천현 성천도호부 덕천군 개천군 자산군
- 제55권 평안도 - 순천군 상원군 삼등현 양덕현 맹산군 강동현 은산군 강계도호부 위원군 이산군 벽동군 영원군

## 참고 문헌
- 신병주, 「규장각에서 찾은 조선의 명품들」2007, 책과함께[쪽 번호 필요]
- 이 문서에는 다음커뮤니케이션(현 카카오)에서 GFDL 또는 CC-SA 라이선스로 배포한 글로벌 세계대백과사전의 내용을 기초로 작성된 글이 포함되어 있습니다.